# Parcul Național Wielkopolski
Parcul Național Wielkopolski (în poloneză: Wielkopolski Park Narodowy) este o arie protejată de interes național ce corespunde categoriei a II-a IUCN (parc național) situată în Polonia, pe teritoriul voievodatului Polonia Mare.

## Localizare
Aria naturală cu o suprafață de 75,84 km2 se află în partea central-vestică a țării în voievodatul Polonia Mare și cea nord-vestică a orașului Mosina, la 15 km distanță de municipiul Poznań (în sudul acestuia), capitala voievodatului.

## Descriere
Parcul Național Wielkopolski a fost înființat în anul 1957 și este o arie protejată (în lunca stângă a râului Warta) cu dealuri, morene, mlaștini, lacuri, insule, canale, pajiști, păduri și stâncării (ansamblu neregulat de formațiuni geologice - roci). 
Arie naturală reprezintă o zonă de interes geologic, floristic, faunistic și peisagistic. 

## Biodiversitate
Parcul național dispune de mai multe tipuri de habitate cu păduri de pin, păduri  de stejar și carpen, păduri aluviale, turbării cu vegetație forestieră și ierboasă; cu o mare varietate de floră și faună specifică zonei.

### Floră
Flora parcului este alcătuită din păduri naturale în amestec, cu specii de stejar (Quercus robur), carpen (Carpinus betulus), pin (Pinus), frasin (Fraxinus), sorb (Sorbus torminalis),  sau ulm (Ulmus).
La nivelul ierburilor vegetează peste 900 de plante (vasculare, perene, relicte glaciare, dintre care unele foarte rare) cu specii de: roua cerului (Drosera rotundifolia), caprifoi (Lonicera periclymenum), linaea (Linnaea borealis), garofiță (Dianthus caesius) sau căpșunică (Potentilla sterilis).

## Faună
Fauna este reprezentată de:
• mamifere: cu specii de cerb (Cervus elaphus), căprioară (Capreolus capreolus), mistreț (Sus scrofa), vulpe (Vulpes vulpes crucigera), jder (Martes martes), viezure (Meles meles), lilieci și rozîtoare;

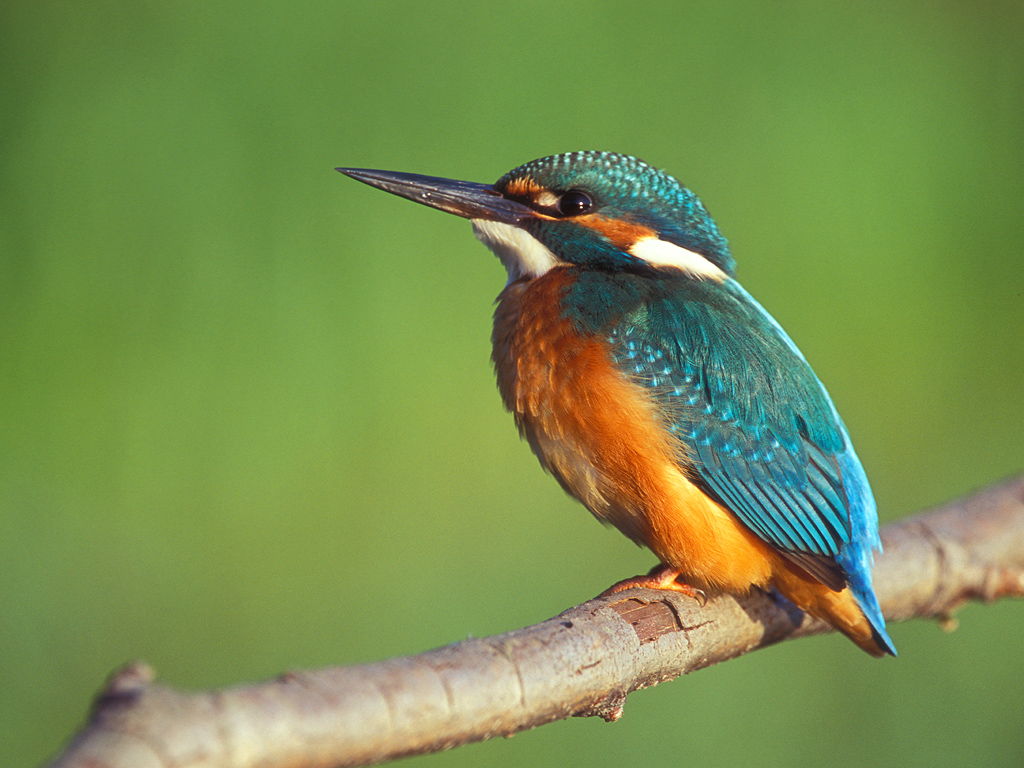
Pescăruş albastru (Alcedo atthis)

• păsări cu specii de păsări migratoare, de pasaj sau sedentare: șorecar comun (Buteo buteo), dumbrăveancă (Coracius garrulus), pescăruș albastru (Alcedo atthis), ciocănitoare neagră (Dryocopus martius), eretele de stuf (Circus aeruginosus), corcodel mic (Tachybaptus ruficollis);
• insecte, pești (biban, lin, știucă, plătică), amfibieni și reptile.  